# Militärhistorische Gesellschaft des Kantons Zürich

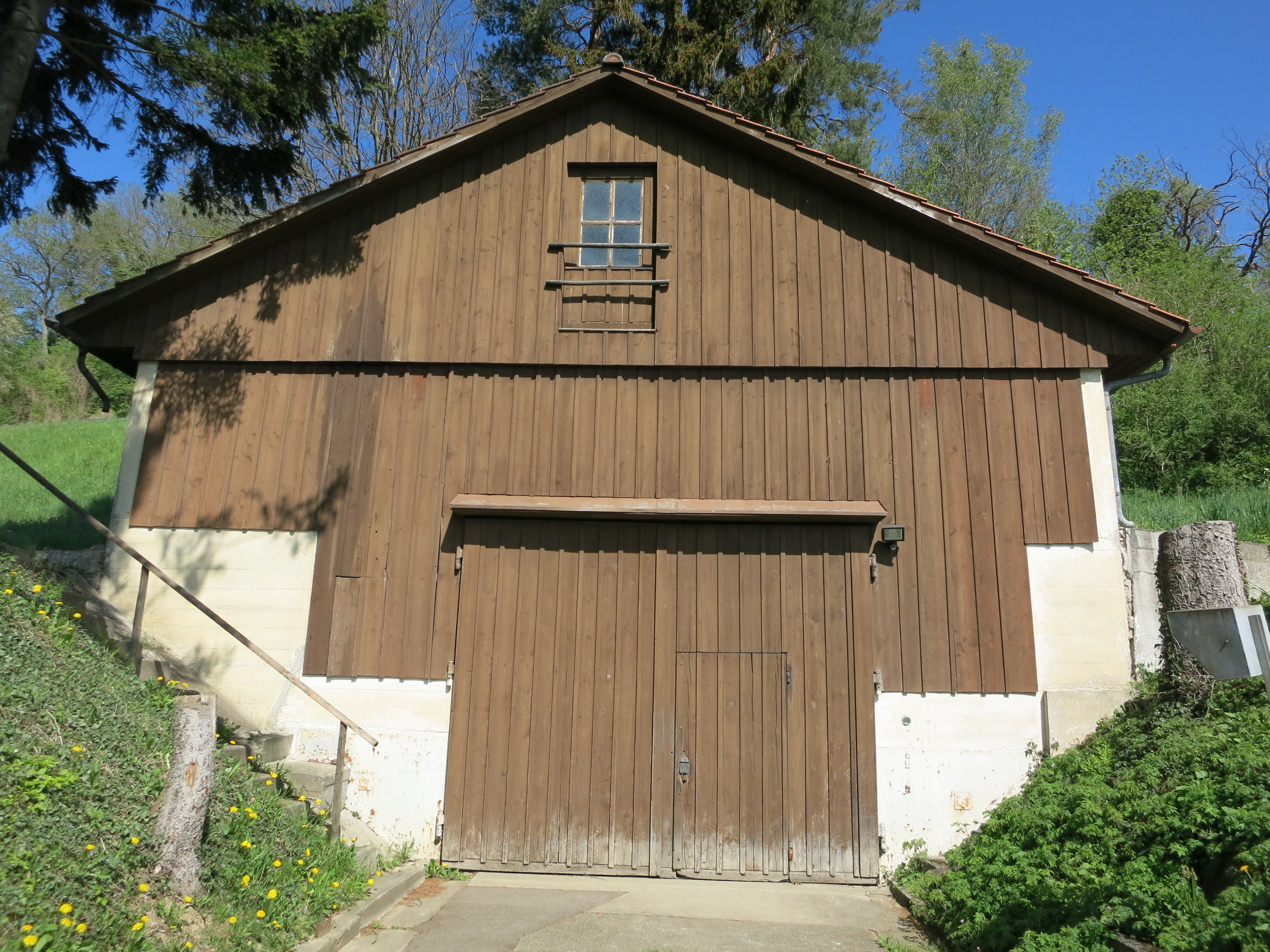
Festung Ebersberg, Eingang

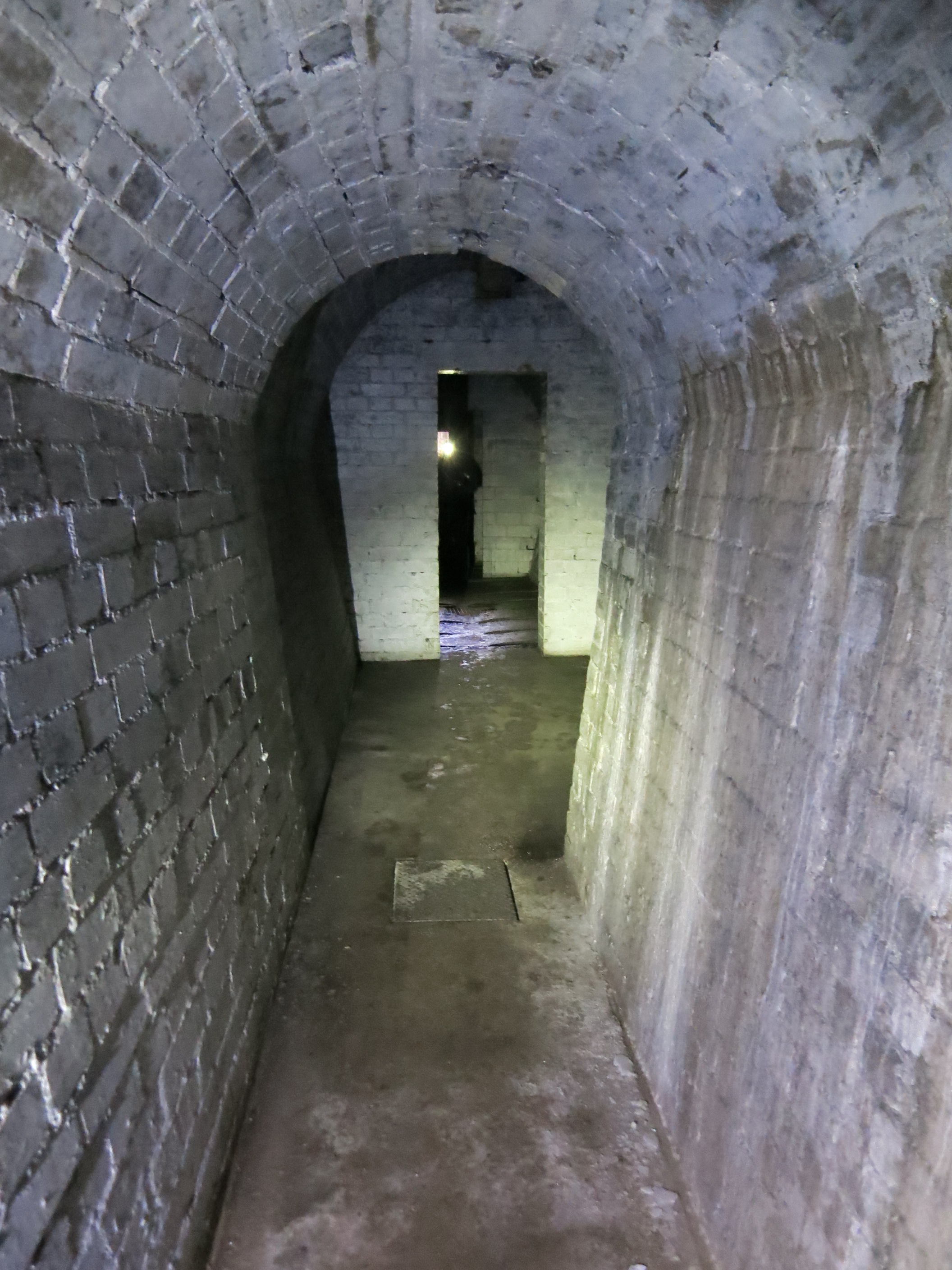
KP Feldartillerieabteilung 18 und Halbzugsunterstand Tannen A 4915, Limmatstellung

Die Militärhistorische Gesellschaft des Kantons Zürich (von 2004 bis 2012 Militärhistorische Stiftung des Kantons Zürich) ist ein Verein mit dem Zweck, das militärische Erbe der Schweizerischen Eidgenossenschaft im Kanton Zürich zu erforschen und zu sichern. Sie dient als Dachorganisation aller militärhistorischen Vereine des Kantons Zürich.

## Zweck
Die Gesellschaft will die militärischen Kulturgüter (Quellen, Militaria, Feldschanzen, barocke Stadtbefestigungen, Wehrbauten der beiden Weltkriege und später) von den Anfängen des zürcherischen Wehrwesens bis zur Gegenwart erforschen, dokumentieren und erhalten sowie die Zusammenarbeit mit allen Vereinen und Institutionen, die sich mit der Erhaltung militärgeschichtlichen Kulturguts beschäftigen, pflegen.
Schwergewichtig sollen die baulichen Zeugen, die aus dem Zweiten Weltkrieg und aus der Zeit des sogenannten Kalten Krieges im Kanton Zürich stammen, gesichert, übernommen, unterhalten sowie der Wissenschaft und der Öffentlichkeit zugänglich gemacht werden.

## Organisation
Die Gesellschaft wurde mit drei Tochtervereinen am 27. Oktober 2004 als Stiftung nach Art. 80 ff. des Zivilgesetzbuches, mit Sitz in der Festung Ebersberg in Berg am Irchel, gegründet und wechselte am 26. Mai 2012 die Rechtsform in einen Verein.
Vereinsvorstand, Ausschuss, Beirat, Sekretariat, Revisorat und die Mitglieder der regionalen Festungsvereine arbeiten ehrenamtlich. Drei frühere Kommandanten der Zürcher Grenzbrigade 6, zwei frühere zürcherische Denkmalpfleger und Zürcher und Schaffhauser Vertreter aus Wirtschaft und Kultur engagieren sich für die Stiftung.
Die historisch klassierten Denkmalobjekte der Gesellschaft werden durch die folgenden regionalen Festungsvereine (Tochtervereine) betreut:
- Festungswerke Zürcher Unterland: Werke Tössegg bis Kaiserstuhl
- Festung Ebersberg: Artilleriewerk Ebersberg und umgebende Werke
- Festungswerke am Rheinfall: Werke der Grenzbrigade 6 in den Kantonen Zürich (Weinland), Schaffhausen und Thurgau
- Festungswerke der Limmatstellung: Sperrstellen der ersten Armeestellung (Limmatstellung) von 1939/40 westlich der Limmat

Die «Compagnie 1861» ist die Ehrenformation des Kantons Zürich. Sie arbeitet mit der Gesellschaft zusammen und ist im Beirat vertreten.
Die Gesellschaft ist Mitglied der zivilen Dachorganisation Festungen Schweiz (FORT.CH).

## Projekte
- Der Kanton Zürich in Krise und Krieg 1930–1950: Geschichtslehrpfad für Schulen in der Festung Ebersberg (Ziel 2020)
- Zürcher Rheinkultur: Kulturwanderweg am Rheinufer von Kaiserstuhl zum Munot (Ziel 2022)
- Historisches Museum des Kantons Zürich (Ziel 2027)
- Forschungsprojekt REWI 1940–1990: zu den Vorbereitungen der Schweizer Armee für den Widerstand im feindbesetzten Gebiet: von Guisans Geheimauftrag bis zur Aufhebung (P-26 usw., Ziel 2027)

## Militärische Kulturgüter und Führungen
Die Gesellschaft besitzt zurzeit (2020) folgende Festungsbauten im Zürcher Oberland, Zürcher Unterland, Zürcher Weinland und in der Limmatstellung (Festung Uetliberg), die unterhalten und auf Wunsch im Rahmen von Führungen gezeigt werden:
- Führung Ebersberg[5]
- Führung Limmatstellung[6]

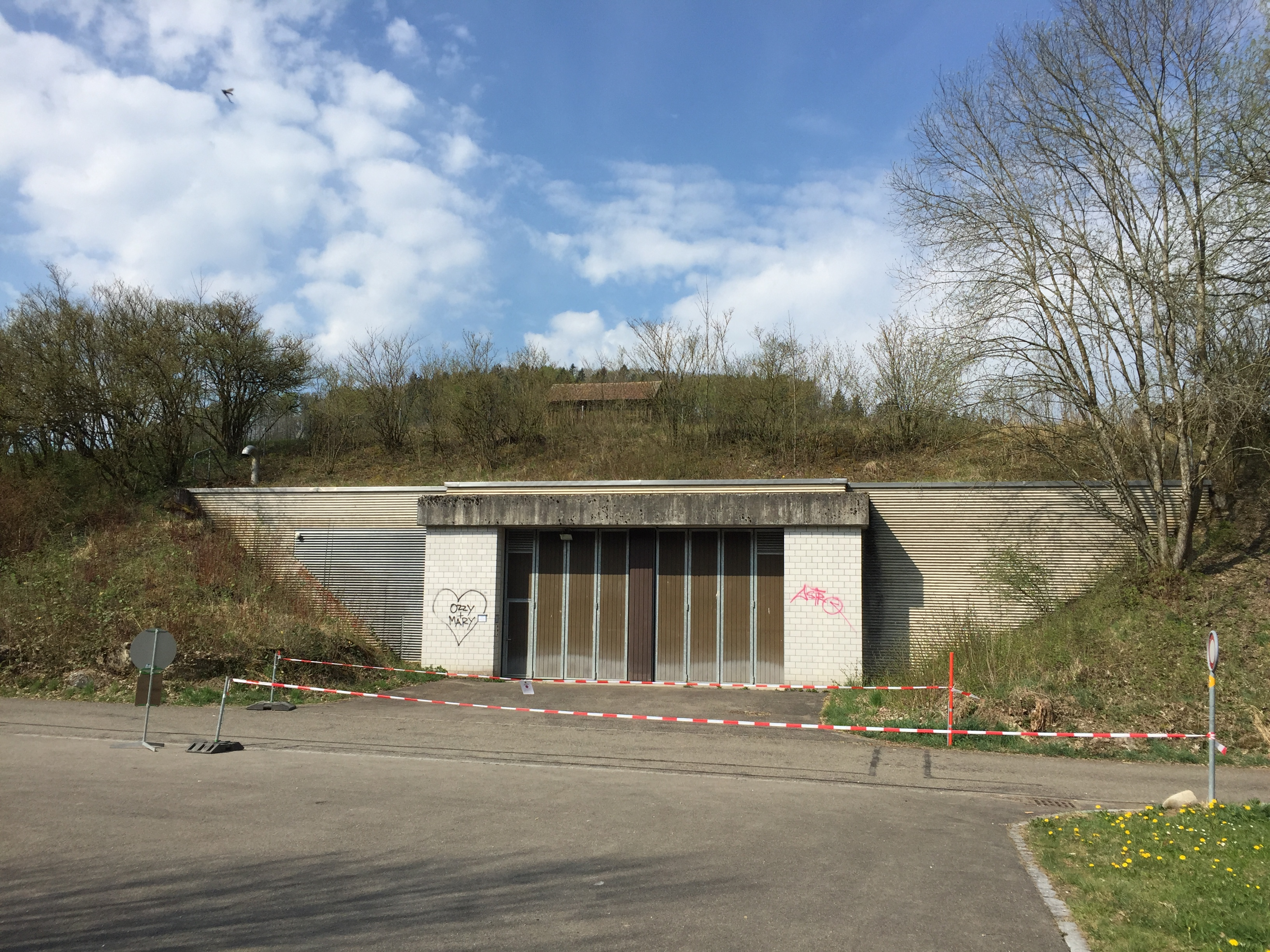
Ehemalige militärische Sauerstofffabrik A 6713

- Führung KP Herrenwies und Centi Bunker der Sperrstelle Stadel[7]

- Karte mit allen Koordinaten:
- OSM |
- WikiMap

### Zürcher Oberland
- ehemalige militärische Sauerstofffabrik A 6713 Madetswil, Baujahr 1990 ⊙[8][9]

### Zürcher Unterland
Dieser Grenzabschnitt wurde während des Zweiten Weltkriegs und der Armee 61 von der Grenzbrigade 6 (1938 bis 1994) besetzt. Während des Zweiten Weltkriegs hatte die Grenzbrigade 6 die Aufgabe, den Abschnitt Kaiserstuhl AG bis Eschenz «bis zur letzten Patrone» zu halten, die Grenze gegen einen Vorstoss aus dem süddeutschen Raum an der Rheinlinie zu schützen und die Nord-Süd-Achsen zu sperren.
- Mg-Stand Nöschikon A 5292 Niederglatt ⊙
- Regiments-KP Herrenwies A 5398 Hochfelden, Inf Rgt 54 ⊙
- Centi Bunker Stadel A 5583 Sperrstelle Stadel ⊙
- Centi Bunker Stadel A 5584 ⊙: Der Doppel Centi Bunker A 5583 und A 5584 mit zwei 10,5-cm-Kanonen wurde in den ehemaligen Pak-Bunker integriert, der anschliessend als Unterstand respektive Kommandoposten diente.
- Centi Bunker Stadel A 5585 ⊙: Eine 10,5-cm-Kanone wurde in den ehemaligen Panzerabwehrbunker (Pak Bkr) integriert, der anschliessend als Unterstand diente.

### Zürcher Weinland
- Kommandoposten (KP) A 5310 «Villa Arbenz», Dorf ZH: KP Grenzbrigade 6 A 5310 ⊙[10]
- Halbzugunterstand A 5435 Ebersberg Süd ⊙
- Kleinunterstand A 5436 Ebersberg Ost ⊙
- Kleinunterstand A 5437 Ebersberg Nord ⊙
- Festung Ebersberg A 5438 (Artilleriewerk Ebersberg oder Rüdlingen) ⊙
- Infanteriebunker Rüdlinger Brücke A 5439 ⊙
- Infanteriebunker Rüdlinger Brücke A 5440: Lmg  ⊙
- Infanteriebunker Ziegelhütte A 5441 ⊙
- Brigaden-KP Müliberg A 5445, Andelfingen ⊙
- Mg-Stand Räbhüsli A 5461 Rheinau ⊙
- Infanteriebunker Dachsen Süd A 5466 ⊙
- Infanteriebunker Dachsen Nord A 5467 ⊙
- Infanteriewerk Güetli, A 5477 Feuerthalen ⊙
- Regiments-KP Steinenberg A 5565 Uhwiesen, Inf Rgt 53 ⊙
- 12-cm-Festungsminenwerfer 59 «Grossholz» A 5573, Stammheim (Typ 2. Generation)
- Regiments-KP Riet A 5574 Truttikon, Inf Rgt 52 ⊙
- 12-cm-Festungsminenwerfer 59 «Allenwinden» A 5580, Stammheim (Typ 1. Generation)[11]

### Limmatstellung
Die Limmatstellung erstreckte sich von der Festung Sargans bis zum Gempenplateau, mit Schwergewicht zwischen Zürichsee (Festung Uetliberg, Festung Dietikon usw.) und Hauenstein (Pass). Sie wurde am 4. Oktober 1939 als erste Armeestellung besetzt. Am 23. Juni 1940 gab General Guisan den Befehl zur Einstellung der Befestigungsarbeiten.
- Kleinunterstand Platte A 4911 Waldegg 1 ⊙
- Halbzugsunterstand Tannen, Buchhoger 3 A 4915, KP F Art Abt 18 ⊙
- KP und Zugsunterstand Treppe A 4917 Buchhoger ⊙
- KP und Zugsunterstand Brille A 4921 Buchhoger ⊙
- Kaverne und KP-Anlage «Hals» A 4929 Chapf ⊙
- Kaverne Sanitätshilfsstelle «Trotzdem» A 4930: Eingang West Chapf, als Kriegsspital geplant, ab 1940 (Reduit) als Kriegszeughaus verwendet ⊙
- Kaverne «Charlotte-Rudolf» A 4931: Eingang Ost Chapf, Kommandoposten, Telefonzentrale, Unterstand für 60 Mann ⊙
- Mannschaftsunterstand Kaverne «Waldrand» A 4934: Sandloch 1, KP F Art Abt 17 ⊙
- Mannschaftsunterstand Kaverne «Unterbruch Waldrand» A 4935: Eingang Süd Sandloch, 100 Meter Stollen ⊙
- Mannschaftsunterstand Kaverne «Reserve Waldrand» A 4936: Eingang Nord Sandloch ⊙

## Ausstellungen
- Das Forschungsprojekt REWI zeigte im September 2008 an der «Comm '08» (Führungsunterstützung der Schweizer Armee in der Kaserne Frauenfeld) die Zwischenresultate nach drei Jahren Arbeit: Die Ausstellung «Funken für den Widerstand» zeigte die Entwicklung der geheimen Funknetze und der Dokumentarfilm «Die Freiheit ist uns nicht geschenkt…» die Geschichte der Widerstandsvorbereitungen vom Offiziersbund von 1940 bis zum Projekt 26 von 1990.
- Im Haus zum Rech in Zürich fand vom 4. Dezember 2008 bis 3. April 2009 die Ausstellung «Limmatfront. Stadt im Kriegszustand» statt.[12]
- 2010 fand im Museum im Zeughaus (Schaffhausen) eine Spezialausstellung zum Thema «Widerstand (P-26)» statt.
- Im Museum Bellerive wurde vom 17. November 2018 bis 28. Februar 2019 die bauliche Ausgestaltung der Limmatstellung unter dem Titel «111 Bunker: Entdecke das verborgene Zürich!» thematisiert. Die Gesellschaft beteiligte sich mit geführten Bunkerwanderungen zu den zehn eigenen Anlagen der Limmatstellung im Raum Uitikon-Waldegg, an denen über 400 Besucher teilnahmen.